# Stefano W. Pasquini
Stefano W. Pasquini (Bologna, 1969) è un artista e scrittore italiano.
Lavora con la pittura, la performance, la fotografia e l'installazione. Inoltre pubblica una rivista chiamata Obsolete Shit.
Le sue gallerie di riferimento sono L'Arte, Molinella, Chiara Ronchini Arte Contemporanea, Terni, e MelePere Verona.
Il suo stile è stato definito "orizzontale", in quanto è difficilmente definibile per le troppe tipologie usate. Per citare Fabio Cavallucci: "Pasquini non si preoccupa di cambiare stile e contenuti: passando dalla performance interattiva – quando ad esempio si mascherava da uomo ragno, seduto e inerte per le strade di Londra – al video duro e puro – come quando si sotterra mani e piedi nel bosco e comincia a urlare a squarciagola. Oppure non teme il ritorno alla pittura, ritraendo con tratto veloce e sintetico se stesso o personaggi celebri dello zoo dei mass media. O rifugge il qualunquismo per toccare l’ambito politico, passando dal ritratto in scultura di Aldo Moro, tragicamente massacrato come apparve nel bagagliaio della Renault in via Caetani, a performance in cui una serie di persone su piedistalli alza la mano in un saluto fascista."

## Vita
Pasquini è nato a Bologna. Diplomato all'Accademia di Belle Arti di Bologna nel 1991, ha lasciato poi l'Italia per un breve soggiorno a Dublino, poi Londra per sette anni, e New York, dove ha partecipato a molte mostre. Ora è di nuovo a Bologna, dove lavora. È stato curatore del Sesto Senso, una galleria no-profit di Bologna, per le stagioni espositive 2001–2002. È stato Art Director of "Work – Art in progress", magazine della Galleria Civica di Trento, e contributing editor di NYArts Magazine.
Nel 2014 ha diretto lo spazio no-profit Studio Cloud 4, curando molte mostre fino al 2016. Dal 2013 insegna Tecniche Grafiche Speciali all'Accademia Albertina di Belle Arti di Torino.

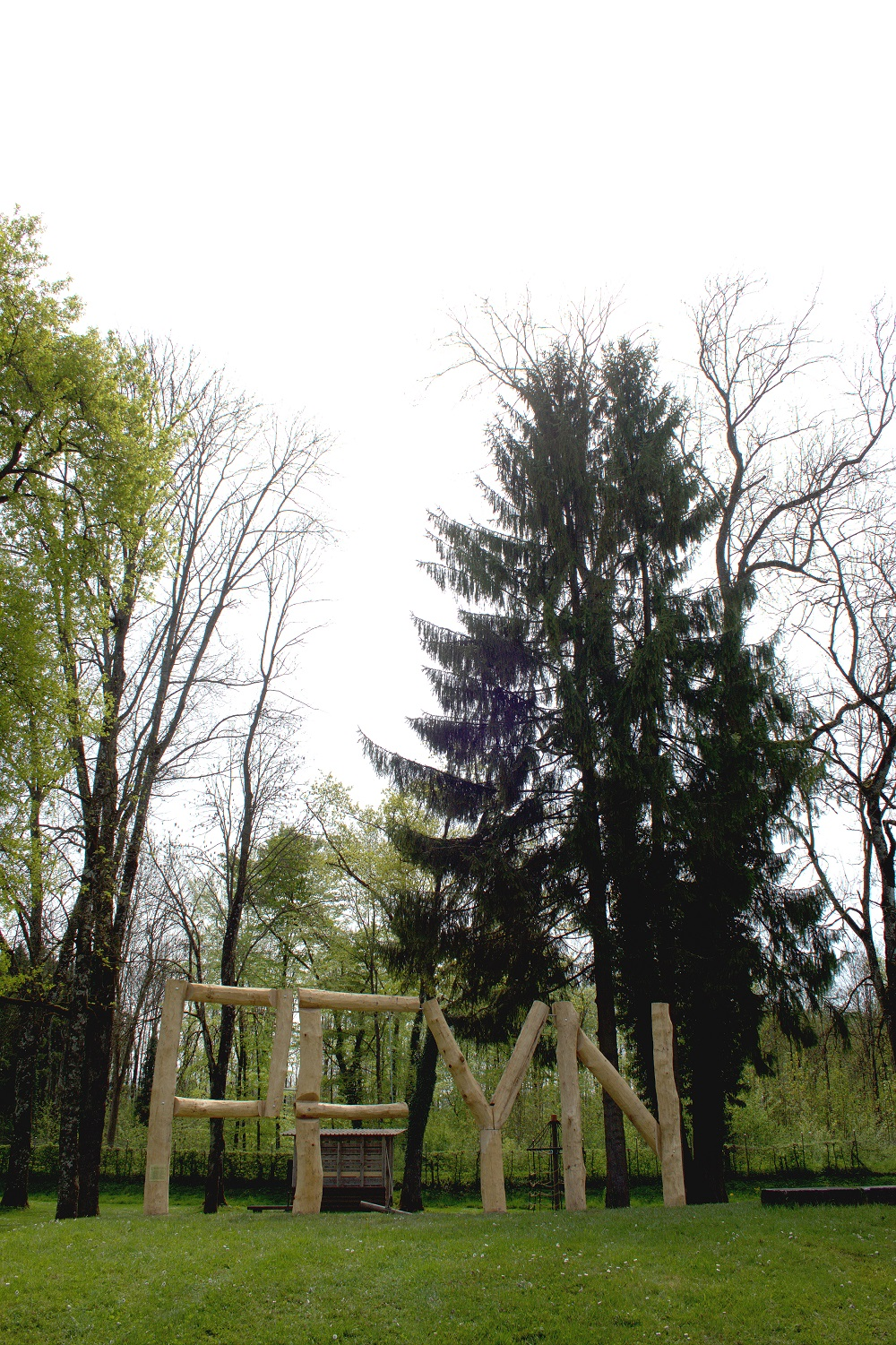
Stefano W. Pasquini, "US1105", scultura pubblica a Pfyn, Svizzera, 2011-2014

## Mostre
Dal 1988 Pasquini ha esposto in mostre collettive in gallerie come la Collective Gallery (Edinburgh), The National Portrait Gallery (Londra), Casco (Utrecht), ICA (Londra), Art in General (New York), Star67 (Brooklyn), Gallery Korea (New York), MACRO (Roma), Galleria Enrico Astuni (Bologna).
La sua prima personale è stata al Carnera (Adria), nel 1994, seguita da una mostra intitolata "Hope and Despair" (Speranza e Disperazione) alla Bond Gallery di Birmingham nel 1998. 
Altre personali includono il Sesto Senso, il Graffio, Villa Serena (Bologna), lo Studio Vetusta, Paggeriarte (Modena), MelePere (Verona), Quattrocentometriquadri (Ancona). 
Nel 2004 fece un progetto sull'idea di quantità che risultò in una mostra personale, intitolata "2004", alla Galleria 42 Contemporaneo di Modena.
Nel 2012 una personale alla Galleria Siz, a Rijeka, in Croazia, mentre nel 2013 ha partecipato a una mostra in tre parti con l'artista Kaz a Londra alla Kingsgate Gallery.
Nel 2014 ha terminato un progetto di arte pubblica cominciato nel 2011 a Pfyn, Svizzera, che coinvolgeva la popolazione locale della cittadina, una capsula del tempo e una grossa scultura lignea. Nel 2021 ha tenuto una mostra personale al Museo Casa Morandi intitolata "Where does your memory go? / Dove va la tua memoria?" a cura di Lorenzo Balbi, direttore del MAMbo.

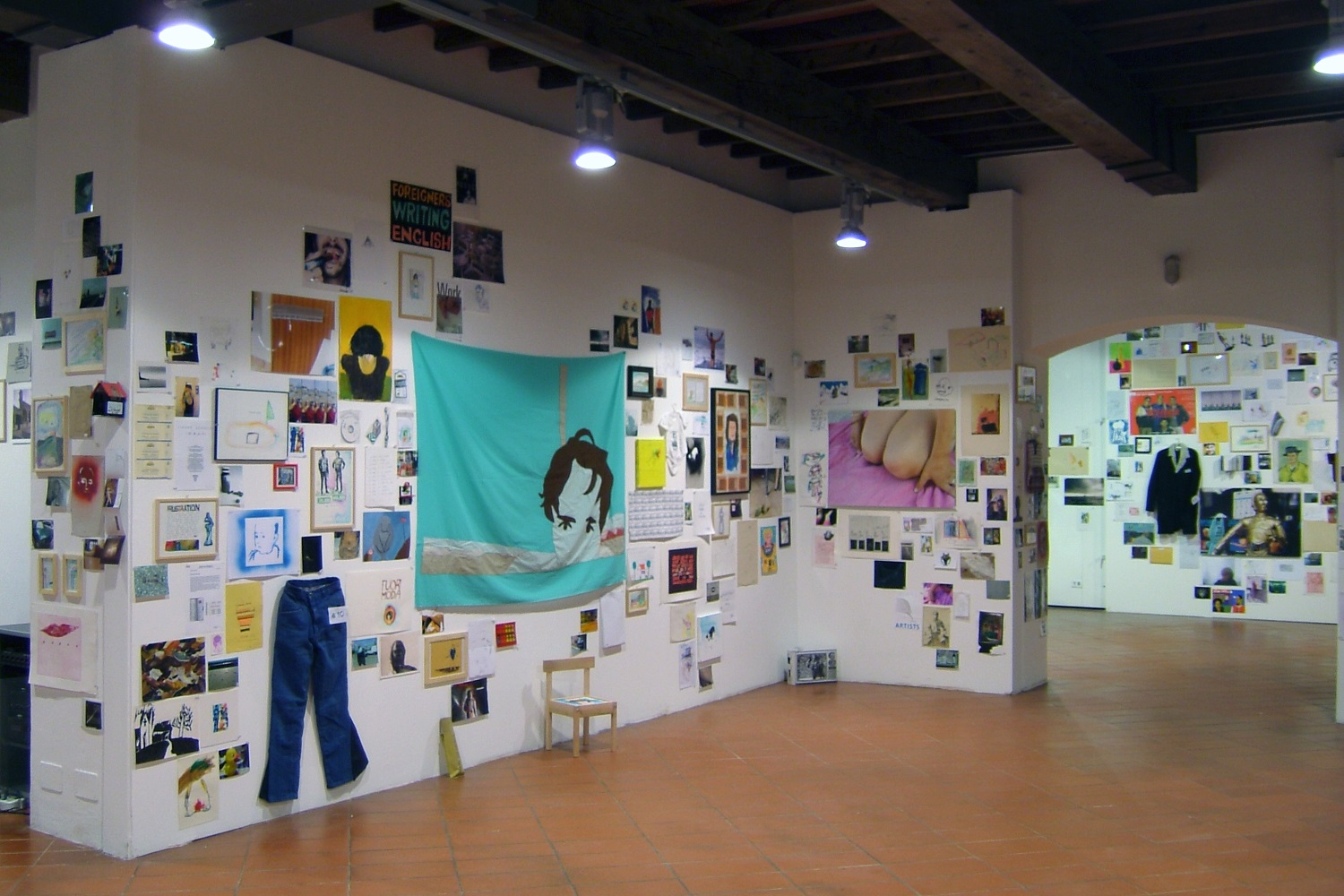
Stefano W. Pasquini, "Eclectic Discount", mostra personale alla galleria PaggeriArte, Sassuolo (MO), 2005

## Scrittura
Dal 1994 Pasquini ha scritto di arte contemporanea in alcune riviste: La Stanza Rossa (Bologna), New York Arts (New York), Collezioni Sport & Street (Modena).
È autore con Frank Verpoorten di "Accidental//Coincidental", Newhouse Center for the Arts, New York, 2008.
Nel 2004 ha pubblicato un volume sul fotografo Claudio Serrapica.
Nel 2015 ha pubblicato (con Maria Teresa Roberto) "Incorporeo", Albertina Press.

## Recensioni
- Tiziana Platzer, “Il frastuono della guerra risuona nelle ex carceri”, La Stampa, Torino, 7 novembre 2015.
- Matteo Bianchi, “Il ferrarese Stefano Pasquini all'Art Week torinese”, La Nuova Ferrara, Ferrara, 5 novembre 2015.
- “Luci in mostra a Molinella”, il Resto del Carlino, martedì 30 dicembre 2014, p. 21.
- Manuela Valentini, “Il diario delle medie? Si esponga”, il Resto del Carlino, Bologna, giovedì 25 settembre 2014, p. 33.
- Stefano Bigazzi, "Il bosco di Parmenide, la lunga performance di Angelo Pretolani", la Repubblica Genova, venerdì 12 settembre 2014, p. X.
- Mario Trombino, “Noi vogliamo la luna!”, “Rebus difficilissimo”, e “Chi resta calmo vince”, Diogene Magazine, No. 34, marzo-maggio 2014, Bologna, pp. 1, 3, 6-7, 10-11.
- Christof Lampart, “Ein Römer sagt “scusi””, Thurgauer Zeitung, Thurgau, Svizzera, 29 aprile 2014.
- Caterina Cavina, “Stefano W. Pasquini”, Arte Contemporanea News, Anno VII numero 35, novembre-dicembre 2013, pp. 60–61, D'Agostino Editore, Olevano Romano (RM)
- Federico Mascagni, “L'editoria indipendente si mette in mostra al Fruit”, L'Unità Emilia-Romagna, martedì 19 marzo 2013, p. 26.
- Time Out: “FrighteningFigure”, La Tribuna Provincia di Bologna, anno XVIII N° 276, ottobre 2012, p. 14.
- Manuela Valentini, “Voci come opere d'arte”, Il Resto del Carlino, edizione Bologna, 4 ottobre 2012, p. 29.
- N.V.O., “Uspon i pad Berlusconija”, Novi List, Rijeka, 30 kolovoza 2012, p. 61.
- Luca Rossi, “Stefano W. Pasquini e l'orizzontalità”, Juliet, n. 156, febbraio – marzo 2012, pp. 77 e 91.
- Manuela Valentini, “Così chiedo scusa per l'invasione romana”, Il Resto del Carlino, edizione Bologna, 4 settembre 2011, p. 31.
- Jelena Jindra, “Reci mi knjigom, ali bez Čitanja”, Globus, Broj 1058, Izdanje 0111, 18.03.2011, Zagreb, Croazia, pp. 70–73.
- Luigi Meneghelli, “Stefano W. Pasquini”, Flash Art Italia, nº290, Anno XLIV, Milano, febbraio 2011, p. 108.
- Luiza Samanda Turrini, "Direttamente dalla luna gli oggetti di Stefano Pasquini", L'Informazione di Modena, Anno X numero 16, p. 37, 17 gennaio 2009
- Pilot Magazine, Issue 3, Londra, 2008. pp. 33–34, 59, 82-83.
- Anna Caterina Bellati, “Pasquini poeta del quotidiano”, Arte, No. 393, maggio 2006, p. 83, Giorgio Mondadori Editore, Milano.
- Daniela Lotta, “Stefano Pasquini”, Flash Art, Anno XXXVIII, N° 251, aprile – maggio 2005, p. 148, Giancarlo Politi Editore, Milano.
- Michele Pompei, “Arte Urbana”, La Repubblica Bologna, p. IX, 22 settembre 2004.
- Fabiola Naldi, “Rapport 2004”, Flash Art, Anno XXXVII, nº 244, febbraio – marzo 2004, Milano.
- Laura Taccani, “Riflessioni sugli effetti delle guerre”, City Milano, Anno 3, Numero 62, 2 aprile 2003.
- Michele Fuoco, “Il tempo rinnova la paura”, Gazzetta di Modena, p. 30, 25 ottobre 2002.
- Randi Hopkins, “The Land of signs”, The Phoenix, Boston, US, 16 - 23 maggio 2002.
- Søren de Melinot, “Pasquini’s Flags”, Collezioni Trends 59, No. 59, Spring/Summer 2002, pp. 45–46, Logos, Modena.
- Paola Naldi, La Repubblica, Bologna, 13 giugno 2001
- La Repubblica, 16 giugno 2000.
- Juliet, 99, ottobre-novembre 2000, Trieste.
- Susan Hamburgher, Waterfrontweek 9.13, Williamsburg, NY, 1 luglio 1999.
- Dario Trento, “Pasquini smista posta in galleria Sesto Senso”, La Repubblica Bologna, 24 giugno 1999, p. XIII.
- Flash Art 206, International, maggio-giugno 1999.
- City Lights 17, Nottingham, novembre 1998.
- “Unrealizeable Projects”, Skin, Maastricht 1997.
- “Unrealizeable Projects”, STOPSTOP, Glasgow, 1997.
- Miranda Sayer, Time Out 1308, Londra, settembre 1995.
- Elaine Paterson, Time Out 1206, Londra, ottobre 1993.